# Naka-no-rôka
Naka-no-rôka är en dal i Antarktis. Den ligger i Östantarktis. Norge gör anspråk på området.